# Proteinus
Proteinus — род стафилинид из подсемейства Proteininae.

## Описание
Переднеспинка без срединной бороздки, с простыми прямоугольными или тупоугольными задними углами. Тело выпуклое с тонким, заострённым брюшком.

## Систематика
К роду относятся:
- вид: Proteinus altaicus Reitter, 1905
- вид: Proteinus angelinii Dauphin, 1999
- вид: Proteinus atomarius Erichson, 1840
- вид: Proteinus brachypterus (Fabricius, 1792)
- вид: Proteinus crenulatus Pandellé, 1867
- вид: Proteinus hyperboreus Muona, 1978
- вид: Proteinus laevigatus Hochhuth, 1872
- вид: Proteinus longicornis Dodero, 1923
- вид: Proteinus meuseli Daufin, 1995
- вид: Proteinus minutus Mannerheim, 1830
- вид: Proteinus ovalis Stephens, 1832
- вид: Proteinus siculus Dodero, 1923
- вид: Proteinus zanettii Daufin, 1999